# Tomoyuki Shiraishi
Tomoyuki Shiraishi (født 10. juni 1993) er en japansk fodboldspiller.